# 하투실리 1세

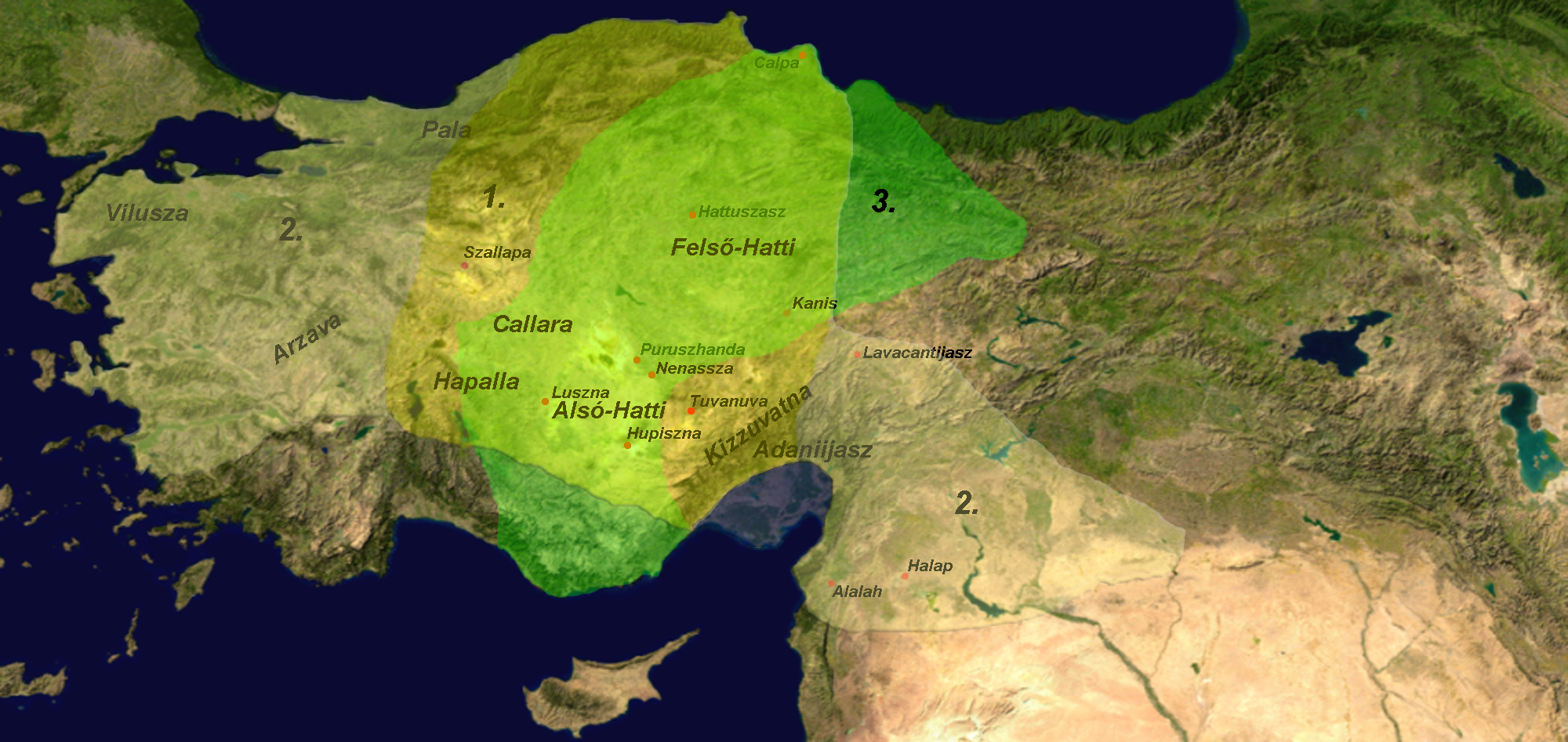

하투실리 1세는 히타이트 고왕국의 왕이었다. 라바르나 2세(제위1650–1620 BC )라고 하며 네사에서 하투사로 옮겨서 지배한 최초의 히타이트 왕이었다.
그는 하투사로 온 뒤부터 왕명으로 하투실리를 사용하였다.
그는 기원전 1650년에서 1620년까지 재위하였는데 동시대의 기록들에 발견되는 최초의 히타이트 왕이다. 하투사 왕이면서 그는 쿠사라의 남자로 불렸다. 그들이 네사를 점유하기 전에 선사시대 히타이트의 고향과 수도에 자료가 있다.
1957년 발견된 설형문자 점토판은 히타이트어와 아카드어로 쓰여있고 그의 치세의 6년을 자세하게 제공한다. 그 속에 그는 히타이트 영역을 바다에까지 확장시켰고 두 번째 해에는 시리아의 알랄락과 다른 도시들을 복속 시켰다고 주장하였다.
세 번째 해에는 서 아나톨리아(소아시아)의 아르자와에 원정한 후 시리아로 돌아와 그의 부재시에 후르족에게 점령된 이전 영토를 회복하며 3년을 보냈다.
그는 현재 터키어 지명으로 보아즈쿄이라고 불리는 하투사에 언덕 요새를 건립하였다.
| 전임 라바르나 1세 | 제2대 히타이트 왕 기원전 1650- 기원전 1620 | 후임 무르실리 1세 |